# 250-я стрелковая дивизия
250-я стрелковая дивизия — воинское соединение Вооружённых Сил СССР в Великой Отечественной войне. Период боевых действий: с 18 июля 1941 года по 9 мая 1945 года.

## История
Сформирована во Владимире 2 — 16 июля 1941 года как одна из 15 дивизий, сформированных Наркоматом внутренних дел СССР (Приказ НКВД СССР № 00837 от 29 июня 1941 года «О формировании наркоматом пятнадцати стрелковых дивизий для передачи в действующую армию»). Костяк дивизии составили воины-пограничники, преимущество при зачислении в дивизию отдавалась лицам, прежде проходивших срочную военную службу в войсках ОГПУ-НКВД.
Дивизия предназначалась для обороны крупных промышленных объектов от возможных воздушных десантов противника, однако 15 июля 1941 года дивизия, не окончив формирования, была отправлена железной дорогой в район Ржева, оттуда 18 июля совершила переход под город Белый, где с 22 июля 1941 года участвовала в Смоленском сражении, контратакуя противника в направлении на Духовщину. В течение августа — сентября 1941 года обороняла рубеж Чёрный Ручей — Красногородка — Лосьмино.
2 октября 1941 года с началом немецкого наступления в рамках операции «Тайфун» начала отход к Ржеву, 9 октября остатки дивизии были переброшены в Сычёвку. К 15 октября 1941 года занимала широкую полосу обороны от Волги, западнее Ржева, до Красное — западнее Старицы. C 1 по 17 ноября 1941 года занимала оборону западнее Торжка.
C 28 ноября 1941 года участвовала в освобождении Калинина, 1 января 1942 года участвовала в освобождении города Старица. В январе — апреле 1942 года вела наступательные и оборонительные бои в районе Ржева. По март 1943 года участвовала в боях за Демянский плацдарм.
В дальнейшем принимала участие в Орловской наступательной операции, Брянской операции, Гомельско-Речицкой наступательной операции, Белорусской стратегической операции, боях на территории Польши, Восточно-Прусской наступательной операции, Берлинской операции. 7 мая 1945 года вышла на восточный берег реки Эльба и соединилась с войсками американской армии.
За время войны дивизия освободила 2106 населённых пунктов, 35 городов (в том числе Орёл, Трубчевск, Рогачёв, Бобруйск, Белосток), 42 железнодорожные станции, форсировала 35 крупных рек, в том числе: Волга, Десна, Сож, Березина, Неман, Нарев.

## Полное название
250-я стрелковая Бобруйская Краснознамённая ордена Суворова дивизия

## Подчинение
- Западный фронт, 30-я армия — на 22.07.1941 года.
- Западный фронт, 29-я армия — с 15.10.1941 года.
- Западный фронт, 22-я армия — с 19.10.1941 года.
- Западный фронт, 29-я армия — с 01.11.1941 года.
- Калининский фронт, фронтовое подчинение, резерв — с 17.11.1941 года.
- Калининский фронт, 31-я армия — с 28.11.1941 года.
- Калининский фронт, 30-я армия — с 10.03.1942 года.
- Северо-Западный фронт, 53-я армия, группа генерала Ксенофонтова — с 13.05.1942 года
- Северо-Западный фронт, 1-я ударная армия — с 21.02.1943 года.
- Северо-Западный фронт, 14-й гвардейский стрелковый корпус — с 27.02.1943 года.
- Резерв Ставки ВГК — c 12.03.1943 года
- Степной военный округ, 2-я резервная армия — с 03.04.1943 года
- Брянский фронт, 63-я армия, 35-й стрелковый корпус — с 27.04.1943 года
- Белорусский фронт, 63-я армия, 35-й стрелковый корпус — с октября 1943 года
- Центральный фронт, 63-я армия, 35-й стрелковый корпус — с мая 1944 года
- 1-й Белорусский фронт, 3-я армия, 35-й стрелковый корпус — с июля 1944 года
- 2-й Белорусский фронт, 3-я армия, 35-й стрелковый корпус — с января 1945 года
- 3-й Белорусский фронт, 3-я армия, 35-й стрелковый корпус — с февраля 1945 года
- 1-й Белорусский фронт, 3-я армия, 35-й стрелковый корпус — с апреля 1945 года

## Состав
На момент формирования:
- 918-й стрелковый полк (подполковник Г. Д. Мухин)
- 922-й стрелковый полк
- 926-й стрелковый полк
- 790-й лёгкий артиллерийский полк
- 308-й отдельный истребительно-противотанковый дивизион
- 527-й зенитно-артиллерийский дивизион;
- 418-й отдельный сапёрный батальон;
- 670-й отдельный батальон связи;
- 268-й отдельный медико-санитарный батальон;
- 329-я отдельная разведывательная рота;
- 248-я отдельная рота химзащиты;
- 471-й отдельный автотранспортный батальон;
- 286-я полевая хлебопекарня;
- 813-я полевая почта
- 714-я полевая касса Госбанка
- отдельный стрелковый взвод ООНКВД
- военная прокуратура

На конец войны
- 918-й стрелковый Остроленковский Краснознамённый орденов Суворова и Кутузова полк
- 922-й стрелковый Краснознамённый ордена Александра Невского полк
- 926-й стрелковый Алленштайнский Краснознамённый ордена Суворова полк (расформирован в связи с большими потерями в октябре 1941 года. Вместо него в дивизию включён 916-й стрелковый полк из расформированной 247-й стрелковой дивизии сохранивший свой номер. 22.09.1944 года полку вновь присвоен штатный 926-й номер ¹
- 790-й Краснознамённый ордена Александра Невского артиллерийский полк
- 308-й орденов Александра Невского и Богдана Хмельницкого III степени отдельный истребительно-противотанковый дивизион
- 418-й ордена Красной Звезды отдельный сапёрный батальон;
- 670-й отдельный батальон связи;
- 268-й отдельный медико-санитарный батальон;
- 329-я отдельная разведывательная рота;
- отдельная зенитно-пулемётная рота;
- 299-й ветеринарный лазарет;
- 248-я отдельная рота химзащиты;
- 60-я отдельная авторота;
- 307-я полевая хлебопекарня;
- 813-я полевая почта

В разное время, кроме того в дивизию входили:
- 10-й отдельный лыжный батальон;
- 669-й Белостокский отдельный самоходный артиллерийский дивизион;
- 529-й зенитно-артиллерийский дивизион;
- 439-й миномётный дивизион;
- 247-я отдельная зенитная батарея.
- отдельная штрафная рота 63-й армии

## Командование

### Командиры
- Горбачёв, Иван Сергеевич (07.07.1941 — 25.07.1941), полковник, генерал-майор;
- Степаненко, Павел Афиногенович (01.08.1941 — 12.12.1942), полковник, генерал-майор;
- Мизицкий, Владимир Иосифович (13.12.1942 — 05.07.1943), полковник;
- Мохин, Иван Васильевич (06.07.1943 — 19.07.1944), полковник, генерал-майор;
- Греков, Михаил Андреевич (20.07.1944 — 23.07.1944), полковник;
- Абилов, Махмуд Абдулрза оглу (24.07.1944 — 09.05.1945), полковник, генерал-майор.

### Начальники штаба
- Мухин, Григорий Денисович (??.11.1941 — 13.12.1941) подполковник.

## Награды
- 2 июля 1944 года —  Орден Красного Знамени — награждена указом Президиума Верховоного Совета СССР от 2 июля 1944 года за образцовое выполнение боевых заданий командования при прорыве сильно укрепленной обороны немцев, прикрывающей Бобруйское направление, и проявленные при этом доблесть и мужество.[2]
- 6 июля 1944 года — почётное наименование «Бобруйская» — присвоено приказом Верховного Главнокомандующего № 0181 от 6 июля 1944 года в ознаменование одержанной победы и отличие в боях по освобождению Бобруйска
- 9 августа 1944 года —  Орден Суворова  II степени — награждена указом Президиума Верховного Совета СССР от 9 августа 1944 года за образцовое выполнение заданий командования в боях с немецкими захватчиками, за овладение городом Белосток и проявленные при этом доблесть и мужество.[3]

Награды частей дивизии:
- 918-й стрелковый Остроленковский Краснознамённый[4] орденов Суворова[5] и Кутузова[6] полк
- 922-й стрелковый Краснознамённый[4] ордена Александра Невского[6] полк
- 926-й стрелковый Алленштайнский Краснознамённый[7] ордена Суворова[8]полк
- 790-й артиллерийский Краснознаменный[4] ордена Александра Невского[7] полк
- 308-й отдельный истребительно-противотанковый орденов Богдана Хмельницкого[9]и Александра Невского[4] дивизион
- 418-й отдельный сапёрный ордена Красной Звезды[6] батальон;

## Отличившиеся воины дивизии
- Гришко, Валентин Сергеевич, старшина роты 922-го стрелкового полка, старшина.
- Дятлов, Василий Семёнович, командир орудия 790-го артиллерийского полка, сержант. Герой Советского Союза. Звание присвоено 29.06.1945 за отличие в бою 15.01.1945 г. у дер. Жехово-Вельке (в 15 км северо-западнее г. Ружаны, Польша).
- Еронько, Виктор Иванович, наводчик орудия 922-го стрелкового полка, сержант. Герой Советского Союза. Звание присвоено 26.10.1944 года за отличие в боях при форсировании реки Друть и освобождении города Бобруйска.
- Кузнецов, Дмитрий Игнатьевич, командир 992-го стрелкового полка, майор. Герой Советского Союза. Звание присвоено посмертно 31.08.1941 года за отличие в боях у деревни Чёрный Ручей и Околица (Бельский район Тверской области)
- Ледовский, Иван Григорьевич, старший лейтенант, командир пулемётного взвода 918-го стрелкового полка. Герой Советского Союза. Звание присвоено 24 марта 1945 года.
- Мананков, Тихон Павлович, майор, командир 790-го артиллерийского полка. Герой Советского Союза.Звание присвоено 29 июня 1945 года.
- Масин, Темир Джантикеевич, командир 8 роты 922 стрелкового полка, капитан. Герой Советского Союза. Звание присвоено 24.03.1945 года за отличие в боях в Белоруссии
- Хрыков, Николай Михайлович, старший сержант, автоматчик 918-го стрелкового полка. Герой Советского Союза. Звание присвоено 24 марта 1945 года.